# Zaplikowani
Zaplikowani (ang. Zapped) – amerykański film z kanonu Disney Channel Original Movies. Główną rolę gra Zendaya. Film swoją amerykańską premierę miał 27 czerwca 2014 roku na kanale Disney Channel, natomiast polską 20 września tego samego roku, także na kanale Disney Channel.

## Fabuła
Zoey Stevens jest 17-letnią uczennicą liceum, która specjalizuje się w tańcu i nauce. Wszystko się zmienia, gdy Zoey musi zmienić szkołę, by razem z matką zamieszkać w domu swojego nowego ojczyma i jego synami. Zoey pobiera na komórkę aplikacje do szkolenia psów i odkrywa, że dzięki niej może wydawać polecenia chłopakom.

## Obsada
- Zendaya jako Zoey Stevens
- Spencer Boldman jako Jackson Kale
- Chanelle Peloso jako Rachel Todds
- Emilia McCarthy jako Taylor Dean
- Adam DiMarco jako Adam Thompson
- Lucia Walters jako Jeannie Stevens
- Aleks Paunovic jako Ted Thompson
- Louriza Tronco jako Yuki

### Wersja polska
Produkcja: SDI Media Polska

Reżyseria: Joanna Węgrzynowska-Cybińska

Tekst polski: Krzysztof Pieszak

Kierownictwo produkcji: Beata Jankowska

Wystąpili:
- Agnieszka Głowacka – Zoey Stevens
- Marta Dobecka – Rachel Todds
- Monika Węgiel-Jarocińska – Jeannie Stevens
- Izabela Dąbrowska – Dyrektor Mumford
- Justyna Bojczuk – Taylor Dean
- Klaudia Kuchtyk – Dziewczyna
- Jacek Król – Ted Thompson
- Krzysztof Szczepaniak – Adam Thompson
- Mateusz Banasiuk – Jackson Kale
- Grzegorz Kwiecień – 
  - Komentator,
  - Listonosz
- Kacper Cybiński – Zach
- Franciszek Dziduch – Ben

W pozostałych rolach:
- Franciszek Boberek – Tripp
- Marta Kurzak – Yuki
- Grzegorz Drojewski – Tall Dork
- Karol Jankiewicz
- Maciej Falana
- Karol Osentowski
- Tomasz Borkowski –
  - Nauczyciel,
  - Reżyser
- Krzysztof Gantner
- Robert Kuraś – Charlie
- Bożena Furczyk
- Beata Sadkowska
- Anna Sztejner
- Karol Dziuba
- Paweł Kubat
- Mateusz Weber

i inni
Lektor: Jacek Król